# Коротков, Константин Николаевич
Константин Николаевич Коротков (1890—1954) — советский учёный-химик, академик АН БССР, заслуженный деятель науки Белорусской ССР.

## Биография

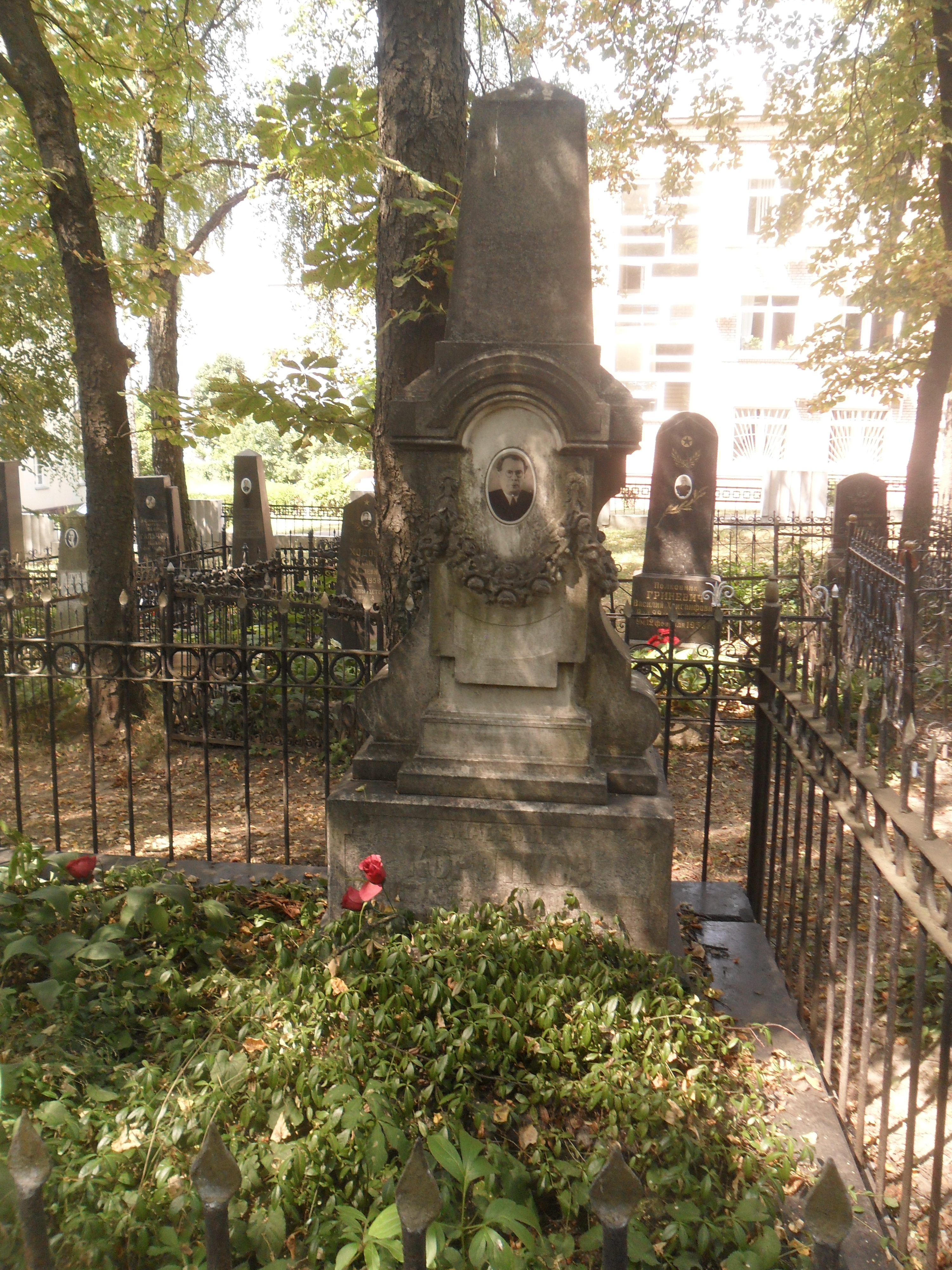
Могила Короткова на Военном кладбище Минска.

Константин Коротков родился 8 марта 1890 года в Воронеже. В 1924 году он окончил Горецкий сельскохозяйственный институт, после чего преподавал в Белорусской сельскохозяйственной академии, в 1925 году был утверждён в звании доцента.
Позднее преподавал в Белорусском лесотехническом институте, прошёл путь до должности заместителя его ректора. В годы Великой Отечественной войны Коротков находился в эвакуации, заведовал кафедрой в Уральском лесотехническом институте. В 1943 году защитил диссертацию на соискание степени доктора химических наук.
После освобождения Белорусской ССР Коротков вернулся в Минск. С 1949 года руководил лабораторией лесохимии Института химии Академии наук Белорусской ССР. Являлся автором более чем сорока научных работ и двух монографий в области лесохимии. Лично организовывал экспедиционные поездки по Белорусской ССР, исследовав сырьевую базу для производства канифоли. Кроме того, изучал реакции скипидаров, канифоли, углеводородов, теорию сухой перегонки древесины. В 1947 году Коротков стал членом-корреспондентом, а в 1950 году — академиком Академии наук Белорусской ССР. В 1949 году ему было присвоено звание заслуженного деятеля науки БССР.
Скончался 19 марта 1954 года, похоронен на Военном кладбище Минска.
Был награждён орденами Ленина и Трудового Красного Знамени.